# Regímenes aduaneros y tributarios especiales territoriales de Venezuela

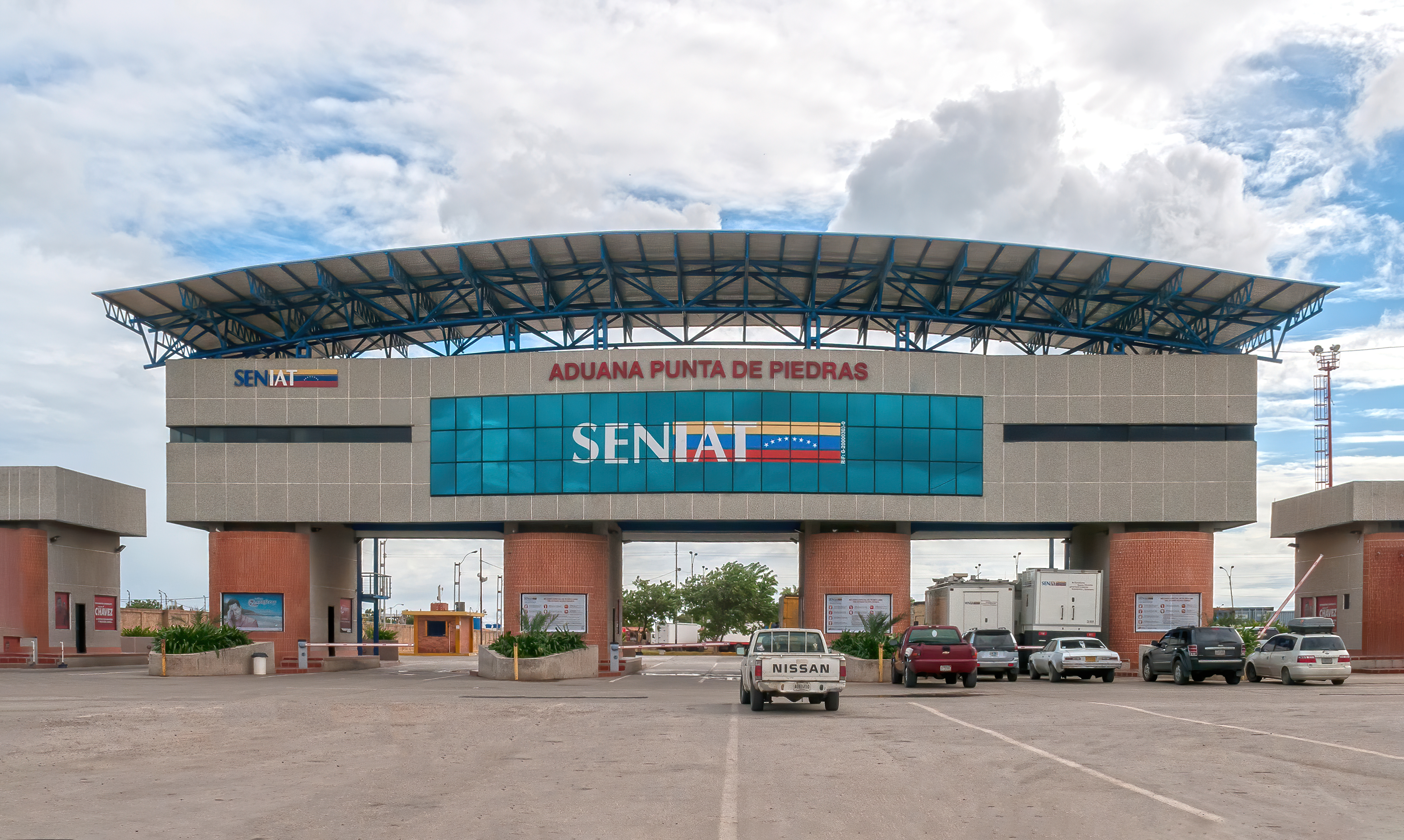
Aduana en Punta de Piedras, Municipio Tubores, Isla de Margarita

Los Regímenes Especiales Territoriales son regímenes aduaneros y tributarios especiales de Venezuela, aplicados en un ámbito territorial determinado, que están constituidos por un conjunto de normas, trámites, procedimientos e incentivos aduaneros y tributarios, aplicables a una delimitación territorial, generalmente, separada del territorio sometido a régimen aduanero general.
Los Regímenes Especiales Territoriales tienen por finalidad crear condiciones que favorezcan la inversión en un territorio determinado, para propiciar su activación económica. La legislación venezolana prevé tres tipos de Regímenes Especiales Territoriales: Puertos Libres, Zonas Francas y Zonas Libres.

## Puertos Libres
El Puerto Libre es un régimen especial liberatorio aduanero y tributario que comprende las actividades comerciales que se realicen dentro de un territorio delimitado, para estimular y favorecer su desarrollo socioeconómico integral. Es atribución del Presidente de la República en Consejo de Ministros la creación de Puertos Libres. Actualmente funcionan en Venezuela dos Puertos Libres: 
- Puerto Libre del Estado Nueva Esparta, que comprende la jurisdicción territorial de las islas de Margarita y Coche.[1]

- Puerto Libre de Santa Elena de Üairén, ubicado en la capital del Municipio Gran Sabana del Estado Bolívar y que comprende veintidós puntos descritos en el artículo 2º del Decreto de su creación.[2]

## Zonas Francas
La Zona Franca es un área de terreno físicamente delimitada sujeta a un régimen fiscal especial establecido mediante ley, en la cual las personas jurídicas autorizadas para instalarse, se dediquen a la producción y comercialización de bienes para la exportación, así como a la prestación de servicios vinculados con el comercio internacional.
Es atribución del Presidente de la República en Consejo de Ministros la creación de Zonas Francas. Tienen por objeto promover el desarrollo nacional a través de actividades que fortalezcan fundamentalmente el comercio exterior y contribuyan a la transferencia de tecnología, la generación de empleo y el desarrollo regional. De acuerdo a la actividad que desarrollen, las zonas francas pueden ser:
a) INDUSTRIALES: Cuando se dediquen a la producción, ensamblaje o cualquier tipo de perfeccionamiento económico de bienes para la exportación o reexportación;
b) DE SERVICIOS: Cuando se dediquen a la prestación de servicios vinculados al comercio internacional;
c) COMERCIALES: Cuando se dediquen a la comercialización de mercancías nacionales o extranjeras, para ser destinadas a la exportación o reexportación, sin que se realicen actividades que cambien las características del producto o alteren el origen del mismo.
d) MIXTAS: En una misma zona franca es factible el desarrollo simultáneo de las tres actividades antes mencionadas.
Actualmente funcionan en Venezuela tres Zonas Francas:
- Zona Franca Industrial, Comercial y de Servicios de Paraguaná, ubicada en la península de Paraguaná, Estado Falcón, frente al puerto de Guaranao. Fue creada en 1973.[4]

- Zona Franca Industrial, Comercial y de Servicios de ATUJA (ZOFRAT), ubicada Maracaibo, Estado Zulia. Fue creada en 1996.[5]

- Zona Franca Industrial, Comercial y de Servicios de Cumaná, ubicada en el Municipio Autónomo de Sucre, Estado Sucre. Fue creada en 1997.[6]

## Zonas Libres
La Zona Libre es un área territorial delimitada donde se aplica un régimen fiscal especial de carácter preferencial. Su finalidad es fundamental para el desarrollo económico regional, y las actividades que se pueden realizar en ellas, depende de lo que se establezca en las normas que rijan cada zona. Su delimitación es por límites territoriales, no tiene barreras naturales y/o artificiales, como es el caso de los Puertos Libres y Zonas Francas. Actualmente funcionan en Venezuela dos Zonas Libres:
- Zona Libre Cultural, Científica y Tecnológica del Estado Mérida, ubicada en la ciudad de Mérida, estado Mérida. Fue creada el 29 de septiembre de 1998.[7]

- Zona Libre para el Fomento de la Inversión Turística en la Península de Paraguaná,[8] Estado Falcón. Fue creada el 14 de agosto de 1998.[9]